# Franz Wittmann senior

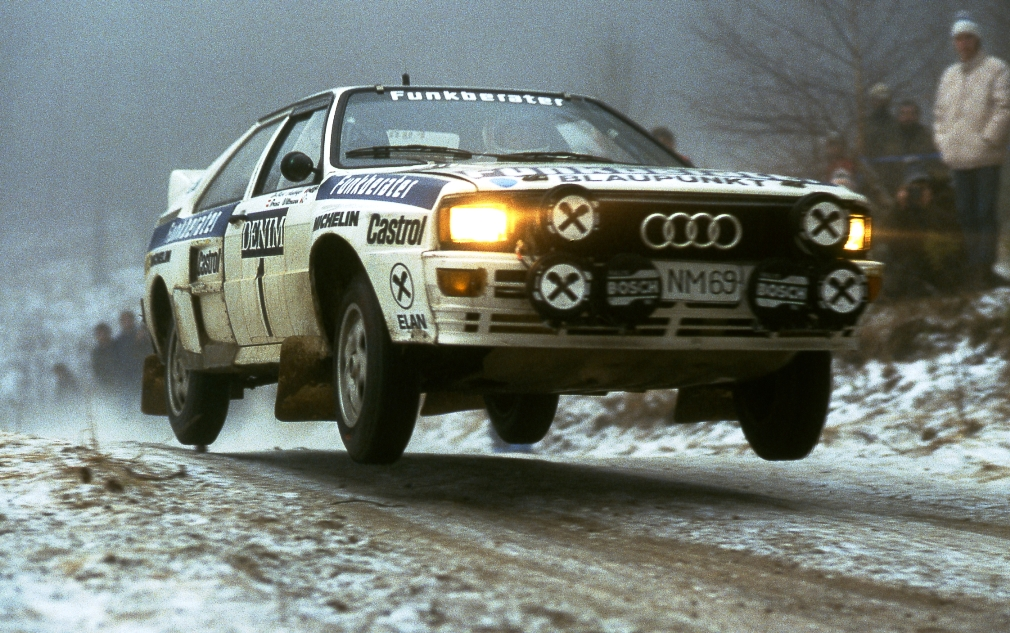
1984: Franz Wittmann und Kurt Nestinger im Audi quattro A2 auf dem Weg zum Jänner-Rallye-Sieg

Franz Wittmann senior (* 7. April 1950 in Ramsau, Niederösterreich) ist ein österreichischer Rallyefahrer.

## Leben
Wittmann gelangen bisher 79 Siege, davon 32 in der Rallye-Europameisterschaft und einen in der Rallye-Weltmeisterschaft. Die österreichische Rallye-Staatsmeisterschaft gewann er elfmal. Bisher einmalig ist sein zehnfacher Triumph bei der Jänner-Rallye. Wittmann ist mit dieser Bilanz bisher der erfolgreichste österreichische Rallyefahrer.
Einen seiner absoluten Tiefpunkte im Motorsport erlebte Wittmann bei der Rallye Finnland des Jahres 1981, als er nach der Zieldurchfahrt der 4. Sonderprüfung (Ehikki) nachts mit dem Auto der Zeitnehmer kollidierte, eine kleine Gruppe von Offiziellen erfasste und dabei den Präsidenten des Finnischen Automobilsportverbandes AKK Raul Falin tödlich verletzte. Boris Rung und der FIA-WRC-Beobachter Costas Glossotis aus Griechenland kamen mit dem Schrecken davon.
Von 2006 bis 2013 war er Präsident des Österreichischen Golfverbandes.
Wittmann ist verheiratet und hat drei Kinder. Sein Sohn Franz ist in die Fußstapfen des Vaters getreten und ebenfalls Rallyefahrer. Am 29. Mai 2006 kam seine 17-jährige Tochter Julia bei einem Verkehrsunfall in Radstadt ums Leben.

## Erfolge
- 1972: 1. Platz Total-Rumwolf-Rallye, VW 1302
- 1973: 1. Platz Seiberer-Rallye, VW 1302
- 1974: 1. Platz Taurus-Rallye, EM, BMW 2002 und 1. Platz ÖASC-Rallye, EM, BMW 2002
- 1975: 3 Gesamtsiege auf BMW 2002
- 1976: 3 Gesamtsiege auf Opel Kadett
- 1977: 4 Gesamtsiege auf Opel Kadett
- 1978: 3 Gesamtsiege auf Opel Kadett
- 1979: 5 Gesamtsiege auf Porsche 911
- 1980: 4 Gesamtsiege auf Audi 80 und Porsche 911
- 1981: 2 Gesamtsiege auf Audi Quattro und Porsche 911
- 1982: 3 Gesamtsiege auf Audi Quattro
- 1983: 9 Gesamtsiege auf Audi Quattro
- 1984: 7 Gesamtsiege auf Audi Quattro
- 1985: Franz Wittmann fuhr mit einem Gruppe A VW Golf GTi und er konnte bei fünf Rallyes jeweils den 1. Platz in seiner Gruppe belegen.
- 1987: 1. Platz Rallye-WM Lauf Neuseeland, Lancia Delta HF und 2 Gesamtsiege auf Lancia Delta HF
- 1988: 7 Gesamtsiege auf Lancia Delta HF
- 1989: 6 Gesamtsiege auf Lancia Delta HF
- 1992: 5 Gesamtsiege auf Toyota Celica Turbo 4WD
- 1993: 5 Gesamtsiege auf Toyota Celica Turbo 4WD
- 2000: 1 Gesamtsieg auf Toyota Corolla WRC
- 2001: 4 Gesamtsiege auf Toyota Corolla WRC
- 2003: Gesamtsieg bei der Int. IQ-Jänner-Rallye auf Toyota Corolla

## Auszeichnungen
- 2002: Großes Ehrenzeichen für Verdienste um das Bundesland Niederösterreich